# Nathalie Juvet
 (mars 2024).
Nathalie Juvet, née le 1er septembre 1957, est une actrice et metteuse en scène française.
Elle est créatrice du festival En Seine, directrice artistique de la compagnie Pour l’instant et directrice artistique et metteur en scène de la compagnie En bonne compagnie.

## Biographie
Nathalie Juvet est formée à l'ENSATT.
Elle se fit connaître du grand public en 1976 grâce au feuilleton télévisé La Vie de Marianne de Pierre Cardinal d'après Marivaux dans lequel elle tient le rôle principal.
Elle a joué au théâtre sous la direction de Roger Planchon, Moreau et Tilly.
Pour le cinéma et la télévision, ce sont Volker Schlöndorff, Claude Barma, Jean-Michel Ribes et Roger Kahane qui la dirigent.
Par ailleurs, Nathalie Juvet est la créatrice du festival En Seine, présentant des spectacles contemporains dans les Hauts-de-Seine.
Enfin Nathalie Juvet est aussi metteur en scène.

### Enseignement
Directrice durant vingt années d'une compagnie semi professionnelle (dix spectacles ) tout au long de son parcours Nathalie Juvet n 'a cessé d'enseigner à des élèves de tous âges et de tout milieu.

## Théâtre

### Comédienne
- 1975 : L'École des femmes : Agnes
- 1977 : Roméo et Juliette de William Shakespeare
- 1977 : Topaze de Marcel Pagnol
- 1979 : La Fausse Suivante de Marivaux : le chevalier
- 1979-1980 : La Bonne Soupe de Félicien Marceau
- 1982 : L'Héritage de Jean Meyer
- 1988 : Un jour dans la mort de Joe Egg d'après Peter Nichols
- 1989 : La Mouette  de Tchekov : la mouette
- 1989-1990 : Port-Royal d'Henry de Montherlant
- 1991-1992 : La Nuit de Valognes d'Éric-Emmanuel Schmitt
- 1994 : Marie Antoinette et ses amies
- 2001 : Minuit chrétien
- 2014 : Doute de Patrick Shandley

### Assistante
- 2000 : assistanat d'opéra pour Pascal Elso : Poulen, Donizetti
- 2001 : Tango José Roan Mosalini

### Metteure en scène
- 1999 : Éclat de voix les yiddish mamas et papas
- 2000 : Le Diable et l'Architecte de Didier Goret, théâtre de Massy Palaiseau opéra contemporain
- 2001 : la Valse des cheval de Didier Goret et Laurence Saltiel  musical
- 2002 : soirée d'ouverture, théâtre de Suresnes
- 2012 : Dracula… mon histoire d'Alan Committie et Gaetan Schmid[3], théâtre de la Huchette / Avignon
- 2013 : Les Étoiles de la chanson, théâtre English de Vienne

### Direction de festival
- 2006-2008 : festival de la jeune création contemporaine
- 2008-2011 : festival En Seine

## Filmographie

### Cinéma
- 1978 : Le Dossier 51 : Marguerite Marie
- 1984 : Un amour de Swann : Madame Cottard
- 1989 : Marquis : Juliette

### Télévision
- 1973 : Roméo et Juliette
- 1973 : Braises de décembre : Mathilde
- 1974 : La Main enchantée : Javotte
- 1974 : L'or et la fleur : Véronique
- 1976 : La Vie de Marianne : Marianne[4].
- 1976 : François le Champi : Mariette
- 1977 : La Souscription : Rosa
- 1978 : Il y a encore des noisetiers : Nathalie
- 1978 : Le Temps d'une République : Marthe
- 1979 : Le Baiser au lépreux : Noémie
- 1979 : Varinka :Varinka
- 1983 : Les Poneys sauvages : Sarah
- 1983 : Cinéma 13 : Claire
- 1984 : Les Amours des années 50
- 1985 : La Nuit et le moment : Rosa
- 1986 : Les Colonnes du ciel : Séverine
- 1987 : Le Tombeur : Christine
- 1988 : M'as-tu-vu ? : Stella
- 1988 : La Belle Anglaise : Colette
- 1989 : Si Guitry m'était conté : Suzette
- 1993 : Tout va bien dans le service
- 1994 : Requiem pour une catin
- 1995 : Associations de bienfaiteurs : madame Bocal
- 1995 : Attention, fragile
- 1996 : Le Parfum de Jeannette : la cliente
- 1998 : Bonnes Vacances : Odile Letellier

## Doublage

### Cinéma

#### Films
- Bridget Fonda dans (3 films) :
  - Le Parrain, 3e partie (1990) : Grace Hamilton
  - City Hall (1996) : l'avocate
  - Monkeybone (2001) : Dr. Julie McElroy

- Julia Ormond dans :
  - Légendes d'automne (1994) : Susannah Fincannon Ludlow
  - Lancelot, le premier chevalier (1995) : Guenièvre

- Pernilla August dans :
  - Star Wars, épisode I : La Menace fantôme (1999) : Shmi Skywalker
  - Star Wars, épisode II : L'Attaque des clones (2002) : Shmi Skywalker

Mais aussi :
- 1980 : Les Yeux de la forêt : Jan Curtis (Lynn-Holly Johnson)
- 1984 : Les Griffes de la nuit : Tina Gray (Amanda Wyss)
- 1984 : Vendredi 13 : Chapitre final : Trish Jarvis (Kimberly Beck)
- 1987 : Nuit de folie : Chris Parker (Elisabeth Shue)
- 1993 : Les Tortues Ninja 3 : April O'Neil (Paige Turco)
- 1995 : Dolores Claiborne : Selena St. George (Jennifer Jason Leigh)
- 1996 : Cœur de dragon : Kara (Dina Meyer)
- 1996 : Daylight : Madelyne Thompson (Amy Brenneman)
- 1996 : Michael : Dorothy Winters (Andie MacDowell)
- 1999 : La Ligne verte : Jan Edgecomb (Bonnie Hunt)
- 2000 : Un thé avec Mussolini : Connie Raynor (Tessa Pritchard)
- 2000 : La Plage : Sal (Tilda Swinton)
- 2002 : Un nouveau Russe : présentatrice TV (Tatyana Kuznetsova)
- 2004 : Cody Banks, agent secret 2 : Destination Londres : Lady Josephine Kenworth (Anna Chancellor)
- 2009 : X-Men Origins: Wolverine : Elizabeth Howlett (Alice Parkinson)

#### Longs-métrages d'animation
- 1982 : Les Malheurs de Heidi : Toinette
- 1998 : Fourmiz : Azteca

### Télévision

#### Série d'animation
- 2011 : Star Wars: The Clone Wars : Shmi Skywalker (saison 3, épisode 15)

### Directrice de doublage
Formée à la direction par Jean Pierre Dorat qui lui permet de diriger plusieurs productions, Pavel Longuine lui confie la direction du doublage de trois films où elle distribuera principalement des acteurs de théâtre qui débuteront avec  elle en doublage.
- 2002 : Un nouveau Russe